# Sönnersttjärnen (Burträsks socken, Västerbotten)
Sönnersttjärnen är en sjö i Skellefteå kommun i Västerbotten och ingår i Sävaråns huvudavrinningsområde.